# Eutelia morosa
Eutelia morosa là một loài bướm đêm trong họ Noctuidae.